# Ophir (Nouvelle-Zélande)
Pour les articles homonymes, voir Ophir (homonymie).
Ophir est une très petite localité du centre de la région d'Otago, en Nouvelle-Zélande.

## Situation
Elle est située entre la ville d'Alexandra et celle de Ranfurly, sur les rives de la rivière Manuherikia. Sa population s'élève à actuellement à 50 personnes.

## Toponymie
Son nom précédent était Blacks. Elle fut renommée en Ophir en honneur du lieu où Salomon aurait extrait l'or pour en recouvrir le temple de Jérusalem.

## Histoire
Une fois la ruée vers l'or commencée en 1863 sa population monta rapidement, atteignant 1 000 personnes, et elle devint le centre commercial et social du district. 

## Climat
La température minimale historique de Nouvelle-Zélande, −21,6 °C, fut mesurée à Ophir le 3 juillet 1995,.